# Karima (cantante)
Karima, pseudonimo di Karima Ammar Mouhoub (Livorno, 28 maggio 1985), è una cantante italiana.

## Biografia

### Gli inizi: Il successo adAmici
Nata da padre algerino e madre italiana, Karima nel 1997, allora adolescente, si avvicina alla musica, partecipando a Bravo Bravissimo e Domenica in. Nell'ottobre 2006 viene ammessa alla sesta edizione di Amici di Maria De Filippi. Classificata terza, la cantante vince il premio della critica assegnatole dai giornalisti. Inoltre, Karima ottiene un contratto discografico con la Sony BMG.

### Festival di Sanremo 2009e il primo EP
A febbraio 2009 Karima partecipa al Festival di Sanremo nella categoria Proposte, con il brano Come in ogni ora. Durante la terza serata del festival, Karima è accompagnata sul palco da Burt Bacharach e Mario Biondi, si classifica al terzo posto. Il 20 febbraio 2009 viene pubblicato Amare le differenze, il primo EP della cantante, che staziona per 16 settimane nella classifica FIMI raggiungendo la 9ª posizione. Il secondo singolo tratto dall'EP è Come le foglie d'autunno. Il 16 maggio dello stesso anno, a Torino, partecipa ad Amici - La sfida dei talenti, uno spettacolo mandato in onda da Canale 5, condotto da Maria De Filippi, che vede in gara i protagonisti delle prime otto edizioni del talent show, e si classifica seconda dietro ad Anbeta Toromani, ballerina della seconda edizione.
Il 21 giugno è una delle protagoniste di Amiche per l'Abruzzo, concerto evento allo stadio San Siro di Milano. La reinterpretazione di Un'avventura assieme a Nicky Nicolai e Simona Molinari viene inclusa nel relativo DVD uscito ad un anno esatto di distanza. Gli ultimi mesi del 2009 vedono la cantante impegnata nel doppiaggio cinematografico, prestando la voce a Naturi Naughton nel film Fame - Saranno famosi, uscito nelle sale cinematografiche italiane il 9 ottobre, e interpretando le canzoni della Principessa Tiana nel Classico Disney La principessa e il ranocchio, uscito il 18 dicembre. Tra i brani che compongono la colonna sonora vi è anche Never Knew I Needed, interpretata in duetto assieme a Ne-Yo.

### Il primo albumKarimae il ritorno adAmici "Big"
Il 19 marzo 2010 è stato messo in commercio il singolo Brividi e guai, che anticipa il primo album della cantante, intitolato Karima, che viene pubblicato il 13 aprile 2010 ed è stato registrato interamente a Los Angeles sotto la direzione del maestro Burt Bacharach. L'album debutta alla 19ª posizione della classifica FIMI e vi resta per 8 settimane. Nello stesso anno Karima ha l'opportunità di aprire un concerto per Whitney Houston. In supporto all'album vengono pubblicati altri due singoli: Uno meno zero e Just Walk Away.

Da aprile a giugno 2010 la cantante affianca Maurizio Crozza come ospite fisso del programma comico Crozza Alive in onda su LA7, presentando le canzoni del suo album e duettando con il comico in celebri canzoni rielaborate a scopo satirico.

Il 26 ottobre 2010 esce Donne album dei Neri per Caso formato da dei duetti a cappella, tra cui anche il duetto con Karima in Street Life.

A partire dal 31 marzo 2012 la cantante partecipa ad un circuito, definito big, dedicato ad alcuni ex concorrenti delle edizioni precedenti, nel serale dell'undicesima edizione del programma Amici di Maria De Filippi. La cantante eliminata nella prima manche della seconda puntata, uscirà definitivamente nella serata del ripescaggio, il 14 aprile 2012.
A gennaio 2013 Karima entra a far parte del cast fisso della sesta edizione del programma I migliori anni, in onda dal 19 gennaio al 23 marzo su Rai 1. Nella serata finale del programma si classifica al terzo posto di Canzonissima con il brano I Will Always Love You di Whitney Houston, alle spalle di Marco Masini e Povia e prima tra le cantanti donne in gara.
Nell'agosto 2013 partecipa al festival musicale dedicato alla storia della musica napoletana "Napoli prima e dopo" con il brano Tu si’ ‘na cosa grande.

### Vita privata
Nel settembre 2013 annuncia di aspettare il suo primo figlio dal suo compagno, il 13 gennaio 2014 nasce Frida.

### Il secondo album,Tale e quale showe il musicalThe Bodyguard
Il 30 marzo 2015, a cinque anni di distanza dall'ultimo lavoro discografico della cantante, è stato pubblicato sotto l'etichetta Universal Music l'album Close to You - Karima Sings Bacharach, contenente 13 cover di alcuni dei brani più noti del compositore Burt Bacharach, riarrangiati in chiave jazz, pop e R&B.
Karima ha presentato l'album nell'ultima puntata pomeridiana della quattordicesima edizione di Amici di Maria De Filippi nella quale ha cantato il primo singolo estratto, Close to You.
L'album debutta alla 64ª posizione della classifica FIMI.
Dall'11 settembre al 23 ottobre 2015 è concorrente del programma Tale e quale show, condotto da Carlo Conti su Rai 1, si classifica tra i primi 6 e quindi partecipa anche allo spin-off Tale e quale show - Il torneo insieme ai migliori dell'edizione precedente, dal 30 ottobre al 20 novembre 2015, classificandosi infine all'8º posto.
Il 10 settembre 2016 prende parte come ospite musicale allo spettacolo Pintus@Arena del comico Angelo Pintus presso l'Arena di Verona, che viene mandato in onda su Italia1 il successivo 25 settembre.
La cantante sarebbe dovuta tornare dall'11 al 15 novembre 2016 come concorrente della quinta edizione di Tale e quale show - Il torneo ma, alla vigilia della prima puntata, annuncia il suo ritiro a causa di un problema di salute. Pochi giorni dopo viene operata alle corde vocali e, nelle settimane successive, si sottopone ad un periodo di riabilitazione.
Nei primi mesi del 2017 Karima prende parte al musical The Bodyguard - Guardia del corpo, in scena al Teatro Nazionale di Milano dal 23 febbraio al 7 maggio, interpretando il ruolo della protagonista Rachel Marron che nell'originale cinematografico del 1992 fu di Whitney Houston.

### Il primo libro
Il 21 marzo 2022, Karima ha pubblicato il suo primo libro, un albo illustrato per bambini intitolato Il viaggio di Frida e Dario. Una favola scritta secondo il modello meditativo dei Chakra, proprio e tipico della pratica Yoga, e legato al lancio di un nuovo singolo, Il viaggio.

## Controversie
All'indomani della partecipazione di Karima al Festival di Sanremo, il sito italiano Rockol.it ha fatto notare in un articolo una discordanza fra gli autori di Come in ogni ora riportati sull'album (Karima, Mario Menicagli, Piero Frassi) e quelli riportati sulla compilation del Festival (Burt Bacharach e Steven Sater). Dato che il regolamento del festival prevede che i testi dei brani in gara siano realizzati da autori italiani, la seconda possibilità risulterebbe una infrazione al regolamento. Nonostante i diretti interessati, intervistati da Rockol.it, abbiano rivendicato la paternità del brano, gli autori del sito hanno scoperto che, presso l'ASCAP, è depositata una canzone intitolata Every Other Hour, scritta da Bacharach e Sater e depositata ad agosto 2008, il cui testo corrisponde alla versione in inglese di Come in ogni ora.
Nel 2015 la vicenda termina con la condanna di Karima e del suo manager ad un risarcimento di ventimila euro nei confronti di Mario Menicagli, adattatore della canzone originale di Bacharach in italiano.

## Discografia

### Album
- 2009 - Amare le differenze
- 2010 - Karima
- 2015 - Close to You
- 2021 - No filter
- 2022 - Karima Xmas
- 2025 - Canta Autori

### Singoli
- 2009 - Come in ogni ora
- 2009 - Come le foglie d'autunno
- 2010 - Brividi e guai
- 2010 - Uno meno zero
- 2010 - Just Walk Away
- 2015 - Close to You

### Collaborazioni
- 2009 - Come in ogni ora con Mario Biondi (contenuto nell'album Amare le differenze)
- 2009 - Un'avventura con Nicky Nicolai e Simona Molinari (contenuto nel DVD Amiche per l'Abruzzo)
- 2009 - Never Knew I Needed con Ne-Yo (contenuto nell'album La principessa e il ranocchio)
- 2010 - Street Life con i Neri per Caso (contenuto nell'album Donne)

### Video musicali
- 2009 - Come in ogni ora

## Programmi televisivi
- Amici di Maria De Filippi (Canale 5, 2006/2007 e 2012) concorrente
- Crozza alive (LA7, 2010)
- I migliori anni (Rai 1, 2013)
- Tale e quale show (Rai 1, 2015) concorrente
- Pintus @ Arena (Italia 1, 2016)
- Domenica in (Rai 1, 2018)
- Zecchino d'oro (Rai 1, 2022) riferendosi a sua figlia Frida, che partecipa al 65esimo Zecchino d'oro interpretando il brano "Mambo Rimambo".

## Riconoscimenti
- 2007 – Premio della critica giornalistica ad Amici di Maria De Filippi[31]
- 2009 – Wind Music Awards